# لاور ساحلی
لاور ساحلی، روستایی است از توابع بخش کاکی شهرستان دشتی استان بوشهر ایران.

## جمعیت
این روستا در دهستان کبگان قرار دارد و بر اساس سرشماری سال ۱۳۸۵ آمار رسمی جمعیت آن (۱۱۷ خانوار) ۴۳۷ نفر می‌باشد.